# Влад Кирикеш
Влад Кирикеш (рум. Vlad Chiricheș; Бакау, 14. новембар 1989) је румунски фудбалер, који тренутно игра за Сасуоло.